# پاندالوس
پاندالوس (نام علمی: Pandalus) نام یک سرده از فروراسته میگوهای اصلی است.